# Ginástica nos Jogos Asiáticos de 1986
A ginástica nos Jogos Asiáticos de 1986 teve sua edição realizada na cidade de Seoul, na Coreia do Sul, com as disputas da ginástica artística masculina e feminina.

## Eventos
- Individual geral masculino
- Equipes masculino
- Solo masculino
- Barra fixa
- Barras paralelas
- Cavalo com alças
- Argolas
- Salto sobre a mesa masculino
- Individual geral feminino
- Equipes feminino
- Trave
- Solo feminino
- Barras assimétricas
- Salto sobre a mesa feminino

## Medalhistas
| Evento              | Ouro                            | Prata               | Bronze               |
| Masculino           |                                 |                     |                      |
| Equipes             | CHN                             | KOR                 | JPN                  |
| Individual geral    | CHN Li Ning                     | CHN Yang Yueshan    | CHN Lou Yun          |
| Solo                | CHN Li Ning                     | CHN Yang Yueshan    | KOR Park Jong-Hoon   |
| Cavalo com alças    | CHN Yang Yueshan                | CHN Li Ning         | KOR Joo Yong-Sam     |
| Argolas             | CHN Li Ning                     | KOR Kwon Soon-Seong | CHN Lou Yun          |
| Salto sobre a mesa  | CHN Yun Lou                     | JPN Kyoji Yamawaki  | KOR Park Jong-Hoon   |
| Barras paralelas    | KOR Kwon Soon-Seong             | KOR Park Jong-Hoon  | JPN Koichi Mizushima |
| Barra fixa          | CHN Yang Yueshan                | CHN Li Ning         | JPN Yukihiro Hayase  |
| Feminino            |                                 |                     |                      |
| Equipes             | CHN                             | KOR                 | JPN                  |
| Individual geral    | CHN Chen Cuitung                | CHN Huang Qun       | CHN Yu Feng          |
| Salto sobre a mesa  | CHN Ying Ma                     | CHN Chen Cuitung    | KOR Suk Soo-Kwang    |
| Barras assimétricas | CHN Huang Qun KOR Seo Young-Hee | nenhum              | CHN Yu Feng          |
| Trave               | KOR Seo Son-Ane                 | CHN Huang Qun       | KOR Han Kyung-Im     |
| Solo                | CHN Chen Cuitung                | CHN Yu Feng         | KOR Sim Jo-Young     |

## Quadro de medalhas
| Ordem | País          | Medalha de ouro | Medalha de prata | Medalha de bronze |    |
| ----- | ------------- | --------------- | ---------------- | ----------------- | -- |
| 1     | China         | 12              | 8                | 4                 | 24 |
| 2     | Coreia do Sul | 3               | 4                | 6                 | 13 |
| 3     | Japão         |                 | 2                | 3                 | 5  |
| TOTAL | TOTAL         | 15              | 14               | 13                | 42 |